# Franciszek Ksawery Christiani
Franciszek Ksawery Christiani herbu Jarosław (ur. 4 listopada 1772 w Dukli, zm. 7 czerwca 1842 w Warszawie) – polski inżynier, pionier budowy dróg bitych w Królestwie Polskim, autor pierwszych polskich podręczników z dziedziny budowy dróg.

## Pochodzenie
Jego ojcem był Jan Christiani h. Christiani (ur. ok. 1740), a matka była Barbara Prakesz  (ur. ok. 1750). Żoną jego została Amelia Magdalena Hibl (1791-1882), z którą miał córkę Amalię Klarę Christiani (1815-1867).  Poślubił  ją Konstanty Jan Józef Pruszak z Żalna h. Leliwa

## Działalność
Franciszek Ksawery Christiani jako dyrektor  Dyrekcji Jeneralnej Dróg i Mostów  Królestwa Polskiego prowadził m.in. budowę traktów krakowskiego i brzeskiego; Zaprojektował też Obelisk żelazny na pamiątkę zbudowania drogi bitéy od Warszawy do Brześćia Litewskiego, który postawiono na Grochowie (obecnie róg Grochowskiej i Podskarbińskiej), oraz w Terespolu w 1825 r. z inicjatywy Stanisława Staszica z płaskorzeźbami przedstawiającymi w sposób niezwykle realistyczny, sceny z prac przy owej budowie, (autorstwa rzeźbiarza Pawła Malińskiego).
W 1829 r. wziął majątek gminy Orońsko w wieczystą dzierżawę. W parę lat później, w 1834 r. małżonkowie Christiani nabyli te tereny na własność. Po roku 1834, wieś w całości została przemieszczona z terenów nadrzecznych  i bagnistych, na wyżej położone  i zlokalizowana wokół nowej drogi wiejskiej prostopadłej do  traktu krakowskiego.  Christiani uporządkował  też we wsi inne drogi,  które obsadził drzewami i zbudował uzdatnione ujęcia wody, tzw. "wodociągi" dla Orońska i Krogulczy Suchej oraz  park i ogrody. Przebudował  miejscowość  tworząc jeden nowoczesny organizm osiedleńczy Orońska, przy powstającej wielkiej inwestycji drogowej - traktcie krakowskim, którego był projektantem.   
W roku 1840 otrzymał dziedziczne szlachectwo Królestwa Polskiego z herbem Jarosław.
Zmarł 7 czerwca 1842 roku  w Warszawie. Pochowany na cmentarzu Powązkowskim w Warszawie (kwatera 4-4-29). Po powstaniu styczniowym posiadłość Orońska wdowa po Christianim; Amelia Magdalena Hibl sprzedała Wojciechowi Kalinowskiemu.

## Literatura dodatkowa
- Adam Moraczewski: Christiani Franciszek Ksawery. W: Polski Słownik Biograficzny. T. 3: Brożek Jan – Chwalczewski Franciszek. Kraków: Polska Akademia Umiejętności – Skład Główny w Księgarniach Gebethnera i Wolffa, 1937, s. 445. Reprint: Zakład Narodowy im. Ossolińskich, Kraków 1989, ISBN 83-04-03291-0